# Bolostromus italoi
Espèce
Bolostromus italoi est une espèce d'araignées mygalomorphes de la famille des Cyrtaucheniidae.

## Distribution
Cette espèce est endémique de la province de Loja en Équateur,. Elle se rencontre  vers Oña.

## Description
La femelle holotype mesure 15,31 mm.

## Systématique et taxinomie
Cette espèce a été décrite par Dupérré en 2023.

## Étymologie
Cette espèce est nommée en l'honneur d'Italo germanico Tapia Caisaguano.

## Publication originale
- Dupérré, 2023 : « Review of the American genus Bolostromus Ausserer, 1875 with the description of fourteen new species (Araneae, Cyrtaucheniidae). » Zootaxa, no 5317(1), p. 1-88.